# Miguel Petrilli
Miguel Petrilli (Ibaté, 21 de agosto de 1910 — São Paulo, 16 de junho de 1995) foi um político brasileiro.
Filho de imigrantes italianos, trabalhou em São Carlos, numa indústria de bebidas e refrigerantes de seus pais. Em 1947, mudou-se para São Paulo, atuando em atividades imobiliárias, e como lavrador e pecuarista.
Foi eleito para a ALESP em 1947, por três mandatos consecutivos, até 1959. Atuou pela instalação da USP São Carlos em 1948, em virtude desse feito, foi nomeado presidente de honra do Centro Acadêmico Armando De Salles Oliveira (CAASO). Atuou também na criação do município de Ibaté, antigo distrito de São Carlos, em 1953.
Foi o responsável pelo projeto de lei da Universidade de São Carlos